# الهجوم على المكلا يونيو 2016
الهجوم على المكلا يونيو 2016 وقع في 28 يونيو 2016. بلغ عدد القتلى رسميا 43 شخصا على الأقل مع جرح 37 شخصا. ادعى داعش أن ثمانية انتحاريين قتلوا 50 شخصا. كانت هناك سبع هجمات منفصلة على الأقل. وقعت الهجمات في عاصمة محافظة حضرموت المكلا. كان يشتبه في أن تنظيم القاعدة كانت وراء الهجمات. استهدفت الهجمات الجنود اليمنيين الصيام خلال شهر رمضان لم يمض وقت طويل قبل أن يكونوا على وشك كسر صيامهم. لم يقتصر الهجوم على قتل الجنود فحسب بل أيضا على المدنيين الذين كانوا معظمهم من المارة. من المتوقع أن يرتفع عدد القتلى. هذه الهجمات هي الأخرى في سلسلة من الهجمات على الجنود ورجال الشرطة في المناطق الحضرية في اليمن.

## الأحداث
كانت هناك ست هجمات منفصلة على الأقل وانخرط ثمانية انتحاريين. قد يكون هناك أيضا مهاجمين آخرين.
- كان الهجوم الأول هو التفجير الانتحاري. حدث ذلك عندما فجر انتحاري نفسه بعد أن طلب من الجنود إذا كان يمكن أن يأكل معهم.
- شارك اثنان من الانتحاريين في الهجوم الثاني. اقتربوا أيضا من الجنود قبل أن يهبوا أنفسهم في هجومين منفصلين.
- وقع الهجوم الرابع عندما فجر انتحاريان آخران أنفسهما عند مدخل معسكر للجيش.[3]
- أجرى انتحاري آخر طريقه إلى منطقة كان الجنود يستعدون فيها لكسر صومهم وأكلهم. فجر نفسه وتسبب في قدر كبير من الضرر.
- حدثت تفجيرات أخرى عندما طرح المهاجمون موزعين لتناول الإفطار وقاموا بتسليم الطعام قبل أن يهبوا أنفسهم.
- كما قيل أن هجمات أخرى وقعت عندما قام المسلحون بإخفاء قنابل في صناديق الطعام كما اقتحم مسلحون آخرون مركز شرطة. اندلعت معارك مسلحة في جميع أنحاء المدينة.[4]